# Poisson (Einheit)
Der Poisson war ein französisches Volumenmaß und gehörte zu den älteren Maßen. Unterschiede gab es zwischen trockenen und flüssigen Waren.
- 1 Poisson = ¼ Setier = 4 Roquilles
- Für trockene Waren galt
  - 48 Poisson = 1 Muid
- Für Flüssigkeiten galt
  - 1 Poisson = 5 4/5 Pariser Kubikzoll = 2/17 Liter = 0,118 Liter
  - 2 Poisson = 1 Chopine
  - 8 Poisson = 1 Pinte
  - 16 Poisson = 1 Quart/Pot
  - 64 Poisson = 1 Velte/Verge
  - 768 Poisson = 1 Tiercon
  - 1152 Poisson = 1 Feuillette